# 市内巡回バス (小城市)
市内巡回バス（しないじゅんかいバス）は、佐賀県小城市にて運行しているコミュニティバスの総称である。

## 概要
「平成の大合併」で誕生した小城市では、合併前の各自治体から引き継いだ福祉バスや、旧自治体間を結ぶ巡回バスを運行していたが、無料運行であることや各バス間の連携面等で課題を抱えていた。そこで、国の補助事業である「地域公共交通活性化・再生総合事業」を受けて、市内の公共交通を見直し、コミュニティバスについては以下の4つに再編したうえで、2010年1月より2年間実証運行を行うこととした。
1. 小城市広域循環バス
2. 小城町巡回バス
3. 三日月町巡回バス
4. 牛津町巡回バス

上記4つのコミュニティバスについては、路線は分かれているものの料金、運行日や乗継等の制度は統一（下記参照）されており、小城市の案内（ポータルサイトや広報等）では4つのコミュニティバスを併せて「市内巡回バス」と呼んでいる。
- 運行形態は、いずれも道路運送法の規定に基づく自家用自動車（白ナンバー車）による有償運送である。
- 全路線にて、土曜・日曜・祝祭日及び年末年始は運休。
- 料金は1回乗車200円均一で、中学生以下や障害者は半額、保護者同伴の小学生未満の幼児は無料。
  - 市内巡回バス路線どうしを乗り継く場合、「乗継券」が発券され、乗り継いだ先のバスが無料になる。
  - 回数券は100円券22枚綴り又は200円券11枚綴りで2,000円の、「おぎバス回数券」がある。
  - 65歳以上の高齢者、65歳以下だが運転免許を返納した人、及び障害者用に2,000円で1ヶ月乗り放題の「おぎバスカード」がある。
- 市民、交通事業者、道路管理者、関係機関等で構成する「小城市地域公共交通活性化協議会」が組織され、事業主体として実証運行を行っている。

尚、市内の公共交通としては他に旧芦刈町内を運行する「芦刈町コミュニティタクシー」があるが、運行方式が大きく異なる（デマンド方式の乗合タクシー）ことから、「市内巡回バス」には含まれていない。市の案内では「市内巡回バス」と「芦刈町コミュニティタクシー」とを併せて「市内巡回バス・タクシー」という呼び方がされている。また、他にも旧牛津町から旧芦刈町を経て白石町福富（旧福富町）に至る廃止代替バス「あいのりタクシー」が運行している。

## 路線
「市内巡回バス」を構成する各コミュニティバスの路線は、以下の通りである。

### 小城市広域循環バス
- アイル - 桜楽館 - 市民病院 - 小城庁舎 - 小城駅 - ゆめりあ - ドゥイング三日月 - 牛津庁舎 - セリオ前 - 牛津駅 - アイル
  - 右回り、左回り双方の便がある（上記は右回りの経路）。

### 小城町巡回バス
3路線あるがいずれも、午前の便（第1便）と午後の便（第2・3便）とで運行経路が大きく異なっている。
岩松線
- （第1便）桜楽館 - 桜城館 - 文化センター - 中町公民館 - 横町 - 岩松小学校（ - 石体） - 馬場 - 清水 - 横町 - 高原 - 市民病院 - 小城庁舎 - 桜城館 - 桜楽館
- （第2便）桜楽館 - 桜城館 - 文化センター - 市民病院 - 高原 - 横町 - 清水 - 岩松小学校（ - 石体） - 馬場 - 横町 - 中町公民館 - 市民病院 - 小城庁舎 - 桜城館 - 桜楽館
  - 石体は月耀・木曜のみ経由。

三里線
- （第1便）桜楽館 - 峰 - 湯谷 - 上右原 - 牛尾 - アイル - 西川 - 三里支館 - 峰 - 畑田 - 市民病院 - 小城庁舎 - 桜城館 - 桜楽館
- （第2・3便）桜楽館（ - 桜城館 - 市民病院） - 峰 - 三里支館 - 上右原 - 湯谷 - 牛尾 - アイル - 西川 - 桜楽館

晴田線
- （第1便）桜楽館 - 桜城館 - 晴田交番 - 君ヶ坂 - 西晴気 - 郷の木 - 本山 - 東小松（ - 川内） - 円光寺 - 平原 - 市民病院 - 小城庁舎 - 桜城館 - 桜楽館
- （第2・3便）桜楽館 - 桜城館 - 市民病院 - 平原 - 晴田交番 - 君ヶ坂 - 西晴気 - 郷の木 - 本山 - 東小松（ - 川内） - 円光寺 - 市民病院 - 畑田 - 桜楽館
  - 川内は火耀・金曜のみ経由。

### 三日月町巡回バス
3路線あるがいずれも、下記の順路のみの片方向循環路線である。
南部線
- ゆめりあ - ドゥイング三日月 - 道辺 - 島溝 - 江口 - 社公民館 - 遠江公民館 - 五条 - ドゥイング三日月 - ゆめりあ

中央線
- ゆめりあ - 戊（三津） - 佐織 - 長信田公民館 - 久米 - 小城駅 - 西仁俣 - 甲柳原公民館 - ドゥイング三日月 - ゆめりあ

北部線
- ゆめりあ - ドゥイング三日月 - 立物 - 東分 - 西分 - 大地町公民館 - 緑公民館 - 袴田 - 本告 - ゆめりあ

### 牛津町巡回バス
3路線あるがいずれも、下記の順路のみの片方向循環路線である。
勝 - 柿樋瀬線
- アイル - 円長寺 - 勝団地 - 乙柳公民館 - 下江良 - 練ヶ里公民館 - 柿樋瀬公民館 - 若宮社前（柿樋瀬） - セリオ前 - 牛津庁舎 - 牛津駅 - アイル

砥川線
- アイル - 砥川町公民館 - 地蔵橋 - 宿古賀 - 内砥川公民館 - 蒲原 - 永田公民館 - 砥川小学校前 - 宿古賀 - 砥川町公民館 - セリオ前 - 牛津庁舎 - 牛津駅 - アイル

天満町 - 芦刈町線
- アイル - 牛津駅 - セリオ前 - 友田公民館 - 浜中公民館 - 川越 - 芦刈庁舎 - 下古賀 - 中溝 - 天満町公民館 - セリオ前 - 牛津庁舎 - 牛津駅 - アイル

## 車両
- 小城市広域循環バスは、三菱ふそう・ローザを、小城町巡回バス及び三日月町巡回バスは日産・シビリアンを、牛津町巡回バスはトヨタ・ハイエースを使用している[2]。

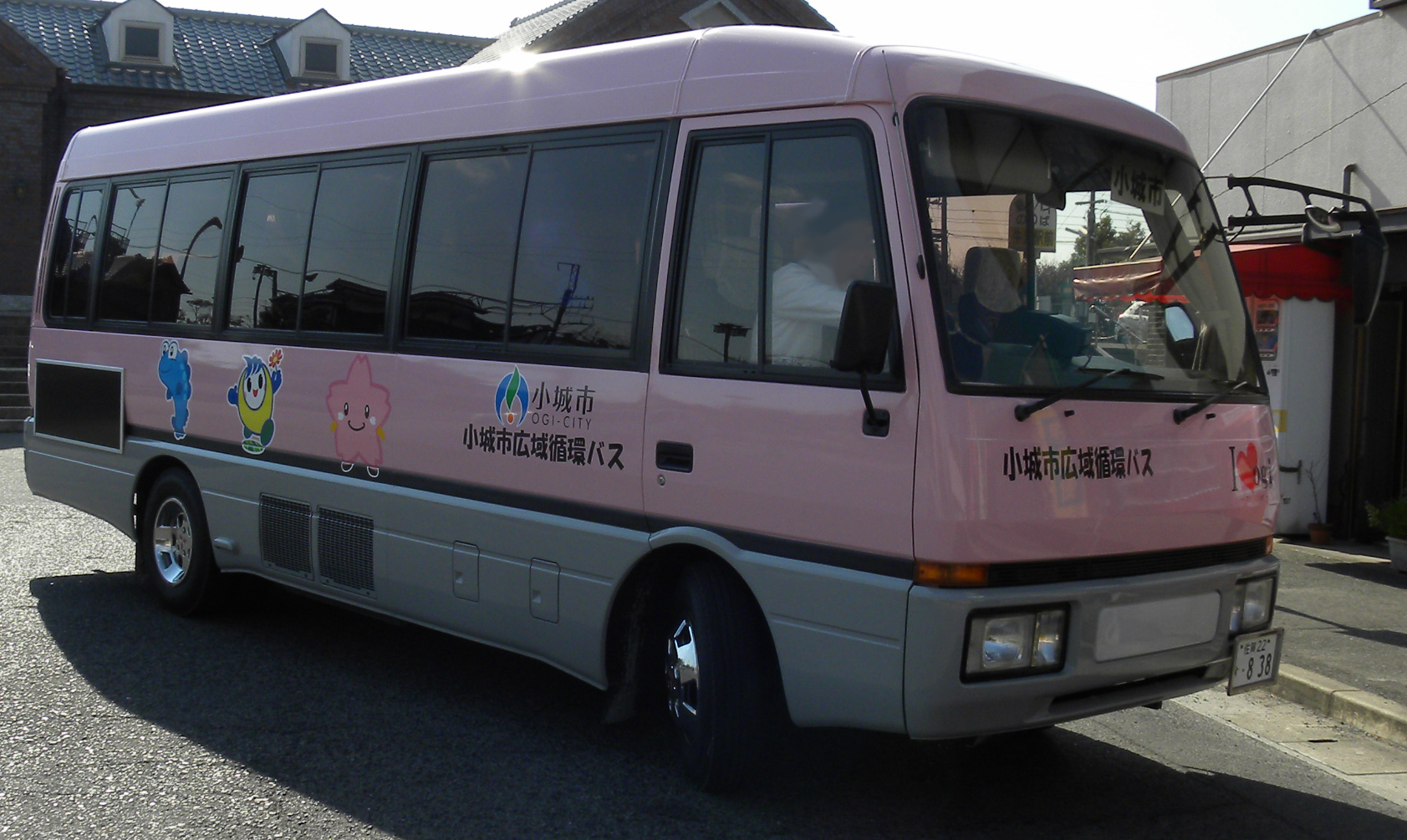
小城市広域循環バスの車両
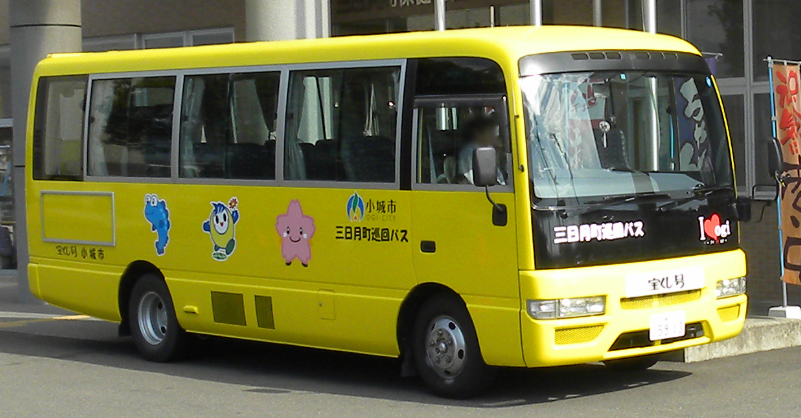
三日月町巡回バスの車両